# Эммануэль, Альфонсия
Альфонсия Эммануэль (англ. Alphonsia Emmanuel; род. 7 ноября 1956 года, Пуэнт-Мишель, Доминика) — британская актриса, известная своим выступлением в фильмах «Под подозрением» (1991), «Друзья Питера» (1992), «Всё ещё сумасшедший» (1998), а также другими ролями. Бывший член Королевской Шекспировской труппы и Королевского национального театра.

## Биография
Родилась в Пуэнт-Мишель на Доминике в Британской Вест-Индии в 1956 году. Когда она была ребёнком, её родители Льюис и Порша Уильямс переехали в Великобританию в поисках работы, а Эммануэль осталась в Доминике с бабушкой и дедушкой, пока она не переехала к своим родителям в Лондон в возрасте двух лет. Она училась в Карлтон-Вейлской школе и Клермонтской средней школе, где успешно сдала экзамены GCE по юриспруденции и английскому языку. В это время она увлеклась творческой деятельностью, посещала танцевальные занятия и принимала участие в школьных постановках. Ближе к окончанию школы, Эммануэль подумывала о театральной карьере, но передумала после совета консультанта по профориентации, которому она впервые призналась в этой тайне. Однако консультант снисходительно улыбнулась и сказала, что актёрство не для таких людей, как они.
С 1977 по 1980 год она училась в Кингстонском университете, где получила степень бакалавра по специальности английский язык и драматургия. Она работала учительницей с 1980 по 1981 год, но все ещё мечтала о карьере в театре. Эммануэль обучалась в лондонской академии драматического искусства Уэббера Дугласа и в 1983 году получила квалификацию аспиранта по Театральной технике. В начале актёрской карьеры она появилась в пантомиме и гастролировала в спектакле «горькое молоко» с полностью чёрной театральной труппой Тембы.

## Актёрская карьера
Она была членом Королевской Шекспировской труппы с 1983 по 1984 год и играла медсестру, роль, написанную для чернокожей актрисы, в Диллене (1983), а также играла Софию де Лионн в пьесе Пэма Джемса «Камилла» (1984) и Мюриэл Фарр в «золотых девочках» Луизы Пейдж (1984), в которой Эммануэль появилась с Кэти Тайсон, Джозетт Саймон и Кеннетом Браной. Кроме того, Эммануэль была дублершей в двух шекспировских постановках, «Бесплодные усилия любви» и «Мера за меру», а также в 1985 году она сыграла Илону/Марику в пьесе «Кленовое дерево». В 1989 году она сыграла Валерию в «Кориолане» в театре «Янг-Вик», а в 1997 году — Клеопатру в «Антоний и Клеопатра» в театре Брайдуэлла.
Она регулярно появлялась в телевизионных драмах и комедиях с 1985 года, включая повторяющиеся роли Дженис Харгривз в сериале «младенцы Роклиффа» и «Десмонде», а также появилась в роли Пенни Гай в «Карточном домике» (1990). Она также регулярно выступала на сцене Лондона в 1980-х и начале 1990-х годов, в том числе играла утенка в пьесе «Добро этой страны» (1988) Тимберлейка Вертенбейкера в Королевском театре, Люси в «Офицер по найму» (1988) и Ирину Платт в «Бормочущие судьи» Дэвида Хара (1991), оба в Королевском национальном театре, а в 1995 году она играла в Венеции в театре Алмейда. Её роли в кино были следующие: Селина в «Под подозрением» (1991), Сара Джонсон в «Друзья Питера» (1992), Камилла в «Крезанутые» (1998) и Мисс Джеймс в «Пегги Су!» (1998).
Несмотря на её успех в классических ролях, Эммануэль никогда больше не приглашали выступать с Королевской Шекспировской труппой или в Королевский национальный театр, приписывая отсутствие ролей для чернокожих актёров институциональному расизму и предрассудкам в индустрии. Решив сосредоточиться на телевизионных и киноролях, Эммануэль сыграла роль миссис Литтон в сериале «Династия» в 1991 году и рассматривала возможность переезда в Соединенные Штаты Америки в надежде на перспективы в карьере. В 1998 году она сыграла Леди в эпизоде «Демон — директор».

## Поздние годы
В 1999 году вышла замуж за американского юриста Марка Розенфельда, защитника окружающей среды из Антигуа, и теперь она делит себя и своё время между Лондоном и Карибским морем.
В 2002 году она вернулась в Великобританию, чтобы появиться в роли Карен Делаж в драме от Би-би-си «Золотые поля».
В 2007 году она стала соучредителем Лондонского и барбадосского театра Гейла, появившись в том же году в роли Рут в «Беспечном духе». Она также была соучредителем театра Карибского Единства в Антигуа в 2008 году.